# وجدت وحدي
 Trovato Sol) هو شخصية أدبية ابتكرها الكاتب الإيطالي (Sirugo Giuseppe). تُعرف الشخصية بطبيعتها الغامضة والمتناقضة، ويتأرجح وجودها بين الواقع والخيال، مما يتحدى الأعراف السردية.
في جوهره،
</ref>.
```
"Trovato Solo" أداة لاستكشاف الموضوعات والأفكار المعقدة، مقدماً منظوراً فريداً ومبتكراً للحالة الإنسانية. يضيف وجوده في سرد سيروغو عمقاً وتعقيداً للقصص التي يرويها. وتُعد هذه الشخصية رمزاً للإبداع وحرية التعبير، وتقدم مادة للتأمل في طبيعة الفن والكتابة.
[
1
]
[
2
]
```

## وظيفتها
"المشاهدة وحيدًا" أكثر من مجرد بطل، بل هي أسلوب سردي يتيح استكشاف مواضيع عميقة وعالمية من منظور فريد. وجودها في أعمال سيروغو يتحدى المفاهيم التقليدية، ويمثل عدسةً نستكشف من خلالها الحالة الإنسانية، وطبيعة الفن، والعملية الإبداعية. قد تظهر كحكمة تُقدم الأفكار، أو ظلٍّ يُزعزع قناعات الشخصيات، أو ومضة فوضى تُشكك في الواقع نفسه..
طبيعته "الوحيدة" تُظهره مراقبًا بعيدًا ولكنه مُنغمس بعمق، قادرًا على التقاط الفروق الدقيقة والحقائق التي يغفل عنها حتى مُبدعه.
Giuseppe Sirugo (18 settembre 2018). Trovato Solo. Turin: Independently Published. ISBN:979-8-5695-6138-4. OL:42362836M. {{استشهاد بكتاب}}: تحقق من التاريخ في: |date= (مساعدة)

## ملحوظات
1. ↑  (it) Kurte perçeyek çîrokî
2. ↑  (es) Kurte perçeyek çîrokî Encontrado Sòlo نسخة محفوظة 2025-08-07 على موقع واي باك مشين.
3. ↑  (en) openlibrary.org

## روابط خارجية
- أرشيف الإنترنت : المسودة الأولى لـ "تروفاتو سولو" . [تاريخ الوصول: ٧ أغسطس ٢٠٢٥]
- جودريدز

Draft:Found_Alone